# Каллімах (скульптор)

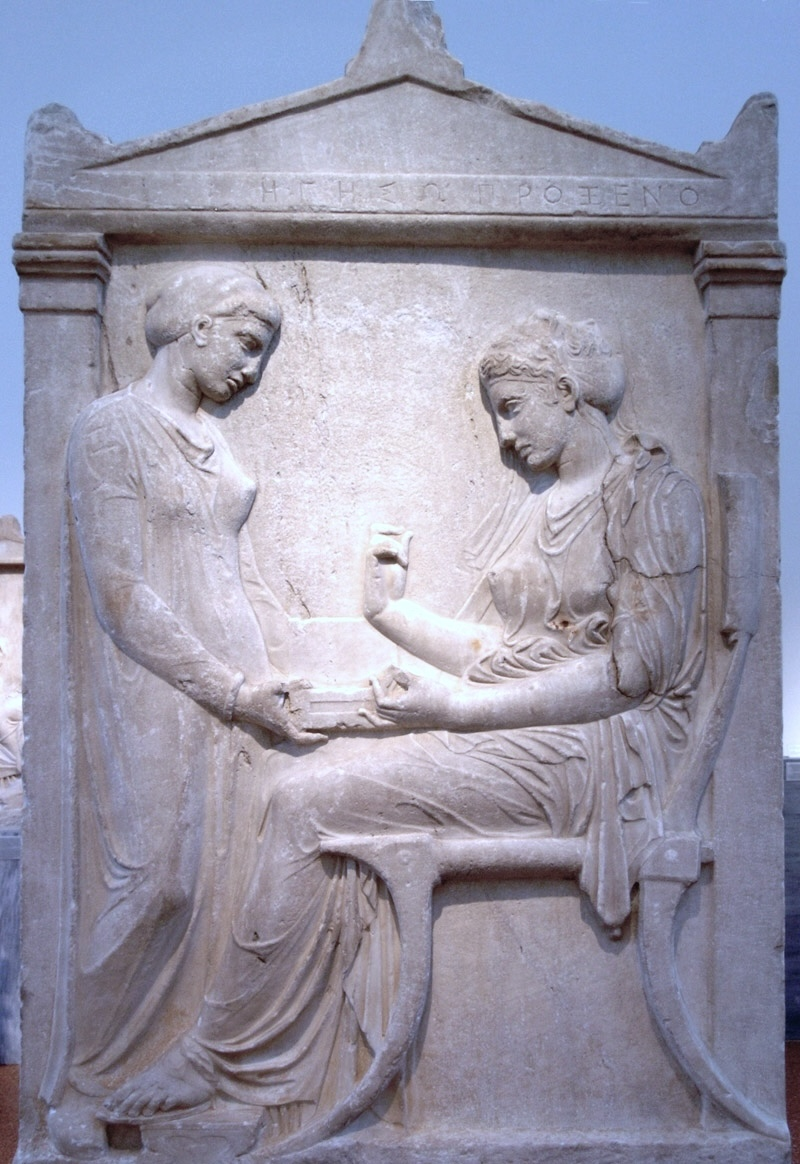
Поховальна стела, кладовище Керамікос, Афіни

Каллімах (кін. V століття до н.е.) — давньогрецький скульптор, живописець і торевт з Афін (або Коринфа).
В Ерехтейоні на Афінському Акрополі стояв золотий світильник роботи Каллімаха — «найбільшого майстра з ретельної обробки» (Павсаній). Особливо прославлені були його статуї задрапірованих жіночих фігур, у яких одіяння не приховували, а підкреслювали лінії і форми тіла («Афродіта в садах»).
За Вітрувієм, Каллімах був винахідником коринфська коринфської капітелі. Пліний розповідав про Каллімаха як про майстра, що першим став буравити мармур.